# Une espèce à part
Une espèce à part (titulada Insignificant en inglés, y Eine Überschätzte Spezies en alemán) es una serie documental francesa de divulgación científica de 2019, dirigida por el investigador del CNRS y Franck Courchamp [fr] y el artista gráfico Clément Morin. La miniserie —dividida en 10 episodios de 3 minutos— explora el papel y el lugar de la especie humana en relación con el entorno y el universo. Desde una perspectiva biológica y geohistórica, la miniserie también analiza si el ser humano es «insignificante», destacando que la especie humana ha existido durante apenas el 0,004% de toda la historia de la Tierra, y que —en varias destrezas y habilidades— el ser humano es superado por varias especies, tanto actuales como extintas. 
Producida por Lumento, Duck Factory y el canal de televisión franco-alemán Arte, la miniserie se estuvo desarrollando entre los años 2015 y 2019, inicialmente de manera remota entre las ciudades de París y Los Ángeles. El cortometraje utiliza gráficos 3D por computadora mediante el software especializado de creación de gráficos Cinema 4D.
La miniserie fue estrenada el 21 de marzo de 2019 y su distribución corrió a cargo del canal de televisión Arte. Posteriormente, el cortometraje fue publicado de manera gratuita en la página web de Arte, así como en las redes sociales —Facebook y YouTube— del propio canal.

## Argumento
Une espèce à part consta de diez episodios que reflexionan sobre la existencia humana en el universo con relación a otras especies existentes en el planeta Tierra. La miniserie revela cifras y curiosidades —sobre la especie humana, el planeta Tierra, el espacio exterior y el universo— y expone cómo el ser humano puede ser considerado como «insignificante» desde diferentes perspectivas: 
Desde un enfoque antropocentrista, el documental resalta que el ser humano se considera el centro del universo, pese a que habita solamente en un planeta de los 100 billones de cuerpos celestes que conforman la Vía Láctea. En otras palabras, el cortometraje muestra que la humanidad vive en un único planeta situado en un cosmos formado por 400 sextillones de estrellas; una cifra similar a la cantidad de gotas de agua que existen en todos los océanos de la Tierra.   

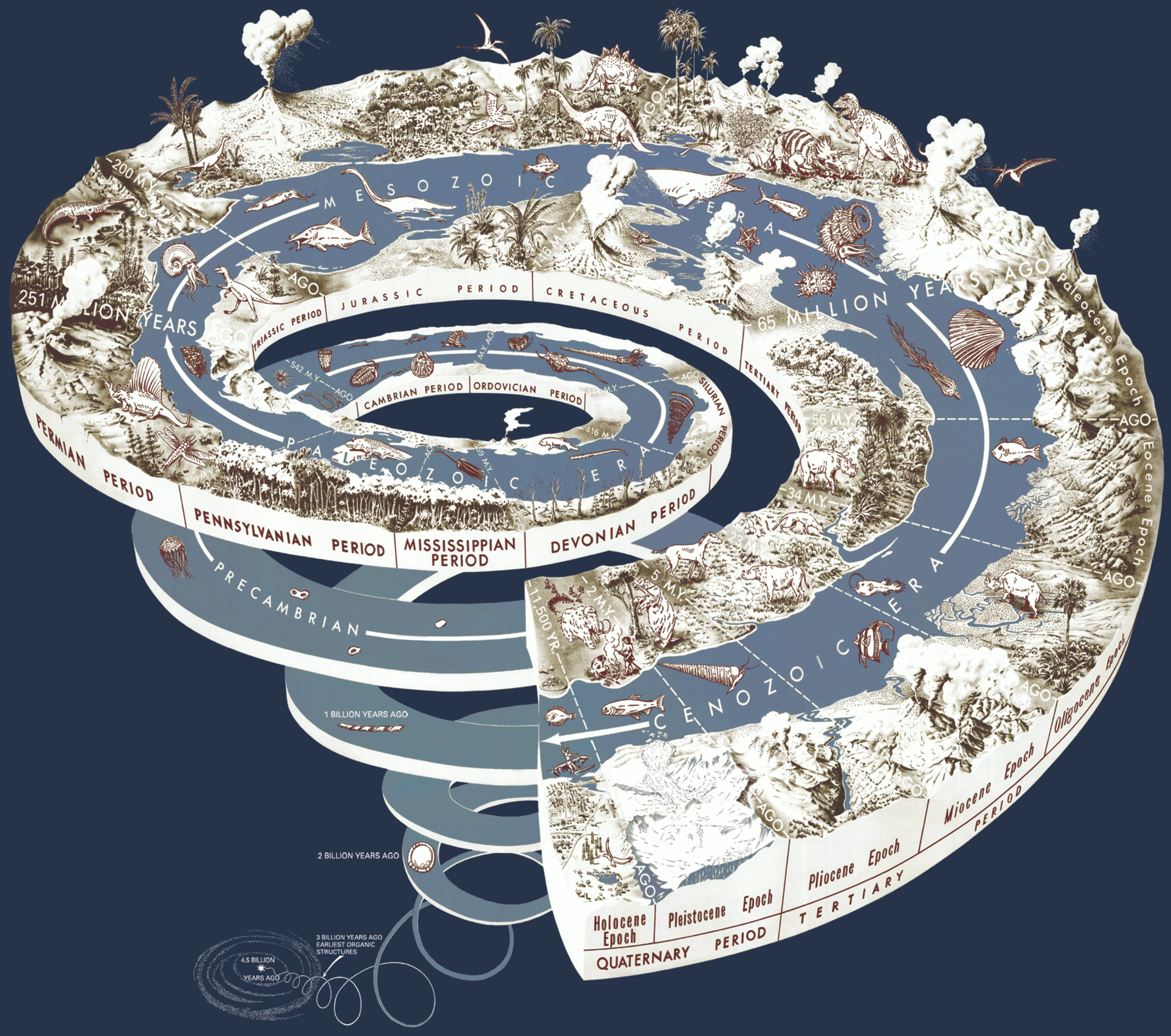
Representación gráfica de la historia de la Tierra como una espiral (en inglés).

Desde una perspectiva geohistórica, la miniserie subraya que la existencia del ser humano en la Tierra no representa nada más que un «pestañeo» dentro de la historia entera del planeta. En sí, la especie humana ha existido solamente durante el 0,004% de los 4 567 000 000 años que conforman la historia de la Tierra. Tomando en consideración la tabla cronoestratigráfica internacional, el documental muestra que, si la historia del planeta Tierra se resumiera en un libro de 1.000 páginas, las primeras formas de vida —los organismos unicelulares— empezarían a habitar el planeta en la página 185; y posteriormente, los dinosaurios surgirían en la página 960. En contraste, la especie humana únicamente sería mencionada en las últimas líneas del libro entero.   

Diagrama del árbol de la vida de David Hillis de 2008.

Diagrama del coral de la vida que muestra la evolución de la vida y la filogenia (en inglés).

Desde una visión biológica, el homo sapiens no es nada más que una especie dentro del gigantesco árbol de la vida (también conocido a veces como coral de la vida); el ser humano no es más que una de las 70,000 especies vertebradas que cohabitan el planeta Tierra. Pero en sí, el documental muestra que —aunque el ser humano no sea nada más que una «simple hoja» dentro del árbol de la vida— la humanidad no sería capaz de existir sin la biodiversidad. El documental revela asimismo que, sin esta riqueza de especies y de ecosistemas que proporcionan un servicios ecosistémico al ser humano, el ciclo hidrológico, la captura y almacenamiento de carbono o la polinización no serían posibles, haciendo que la existencia de la especie humana fuera imposible.   
Posteriormente, la miniserie revela que muchas especies superan a la humanidad en algunas habilidades y destrezas como la adaptabilidad, la longevidad o la fuerza. Por ejemplo, el cortometraje expone que los moloch pueden sobrevivir durante años sin agua; las tortugas y los tiburones alcanzan los 200 años de vida, y ciertos corales pueden superan los 2.000 años; y los escarabajo rinocerontes son capaces de cargar y soportar un peso 850 veces superior al suyo. El cortometraje muestra igualmente que la especie humana no ha desarrollado algunas habilidades que otras especies sí tienen. Los tardígrados, por ejemplo, pueden sobrevivir a temperaturas de -200 °C y hasta los 150 °C y también a la radiación provocada por rayos gamma, los rayos X y los rayos ultravioleta; las palomas asimismo poseen la habilidad de sentir los campo magnéticos del planeta tierra.  
El documental presenta también que en las destrezas «humanas» —el lenguaje, la inteligencia y la creatividad— muchas especies también han desarrollado estas habilidades a lo largo del tiempo como las abejas o los pulpos. Igualmente, en cuanto a la capacidad de invención, el cortometraje muestra que la mayoría de los inventos considerados como humanos fueron una «inspiración» de la rica biodiversidad que existe en el planeta Tierra.  
A pesar de que pueda parecer que la especie humana sea «insignificante» en todos los aspectos, el documental enfatiza que —en las artes y en las ciencias, así como en la política o el comercio— el ser humano es superior al resto de especies. Sin embargo, el ser humano —desde el siglo XIX en adelante— también ha sobrepasado a las demás especies por ser la única especie capaz de ejercer un impacto ambiental desmesurado y descontrolado. Este impacto medioambiental, relacionado con el comportamiento y la acción humana, es capaz de alterar el medio ambiente natural y ocasionar la pérdida de biodiversidad, principalmente en los puntos críticos de biodiversidad. Hasta el punto provocar, posiblemente, la extinción de la propia especie humana. 

## Producción y lanzamiento
Une espèce à part fue producida entre 2015 y 2019, inicialmente de manera remota entre las ciudades de París y Los Ángeles. La miniserie contó con el respaldo y apoyo de diversas entidades como la Universidad de París-Sur, el Centro Nacional para la Investigación Científica (CNRS), el Centro Nacional del Cine y la Imagen Animada (CNC), la fundación BNP Paribas, la fundación Gecina, Maxon Computer, entre otras. La Comisión Bilateral Fulbright franco-estadounidense, el grupo de investigación tanzano-alemán Hyena Projet y la asociación cinematográfica francesa Compagn'arts respaldaron asimismo este proyecto a través de aportaciones económicas y apoyo promocional.
Además de contar con respaldo de estas entidades, la financiación de Une espèce à part se logró a través de una campaña de micromecenazgo realizada en el sitio web Ulule en 2016. Tras el cierre de la campaña en julio de 2016, la iniciativa superó con éxito su objetivo inicial de 25.000€ gracias al apoyo de 338 contribuidores.
La productora cinematográfica parisina Duck Factory —también conocida por sus siglas 'DKFT'— se encargó de la posproducción de Une espèce à part. El trabajo de animación fue titánico, hasta el punto de que cada día se dedicaba a la creación y perfeccionamiento de apenas un segundo del documental.

### Antecedentes

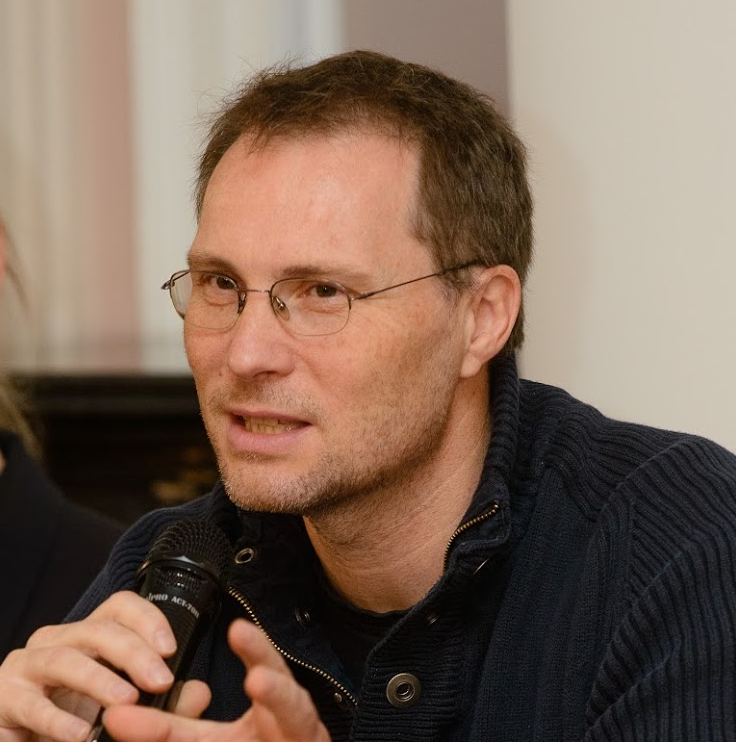
Franck Courchamp en 2017.

Franck Courchamp [fr] es Director de Investigación de 1.ª Clase desde el año 2000 en el Instituto de Ecología y Medio Ambiente (en francés: Institut Écologie et Environnement — InEE [fr]), un instituto de investigación vinculado al Centro Nacional para la Investigación Científica (CNRS). En el año 2014, Courchamp fue admitido como miembro de la Academia Europæa en reconocimiento a sus investigaciones en la biología de la conservación.

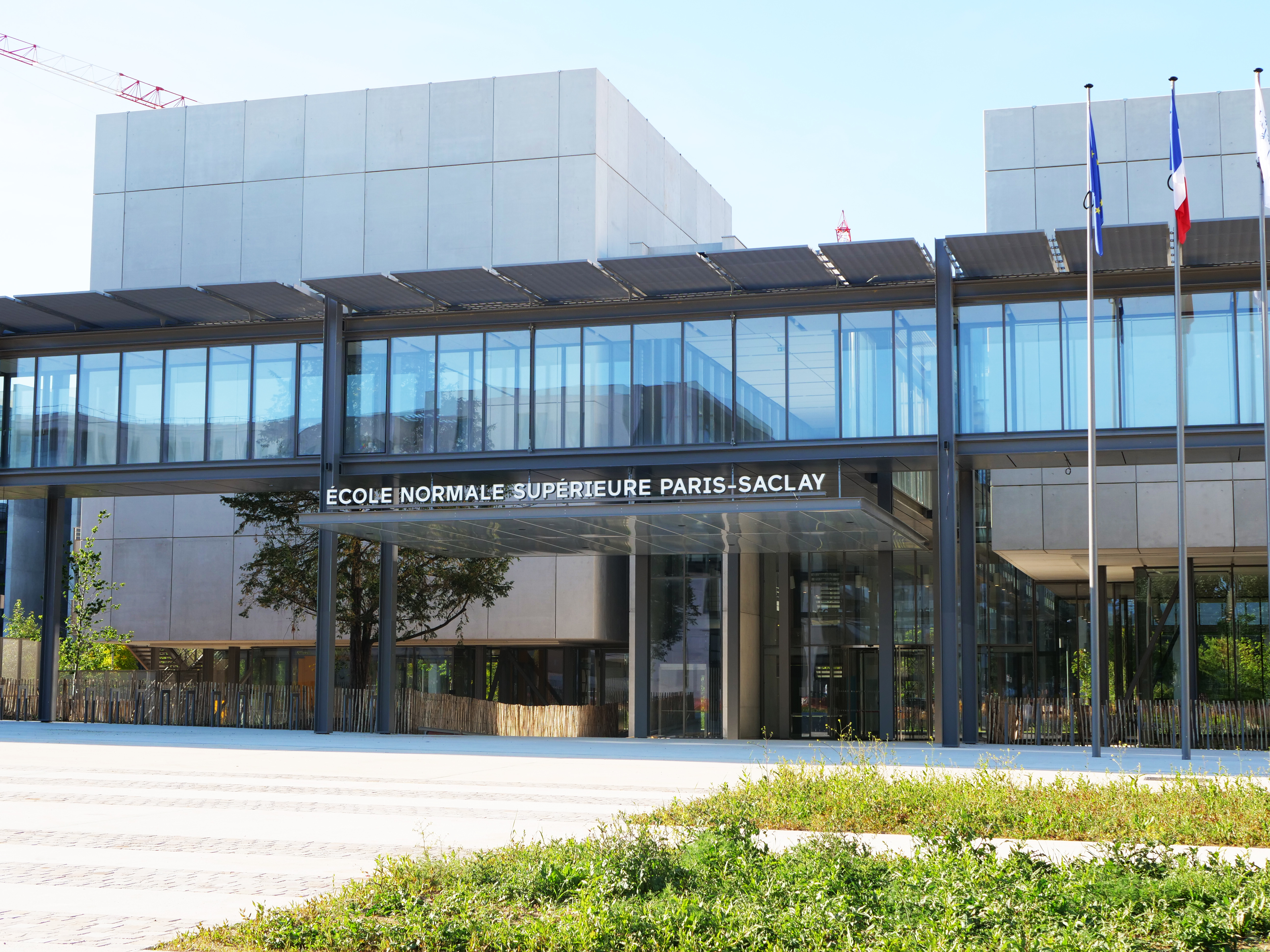
Universidad París-Saclay (situada en la comuna de Saclay).

Entre los años 2000 y 2019, Courchamp fue miembro del Departamento de Ecología de la Universidad de París-Sur, ubicada en Orsay. Desde 2020, Courchamp forma parte del Laboratorio de Ecología, Sistemática y Evolución de la actual Universidad París-Saclay (UPS) después de la clausura de la Universidad de París-Sur en favor de esta nueva universidad, situada en la localidad francesa de Saclay.

Además de su labor investigadora, Courchamp ha participado en varios proyectos con fines divulgativos. En 2010 y 2011, Courchamp colaboró en el cortometraje titulado Et si la biodiversité disparaissait ?, dirigido por Sophie Bensadoun, y el documental Les Rats, pirates des îles, realizado por Pierre-Emmanuel Chaillon y Eric Vidal. Posteriormente, en 2014, Courchamp participó asimismo en la película de divulgación científica Planète Corps, dirigida por Pierre-François Gaudry.

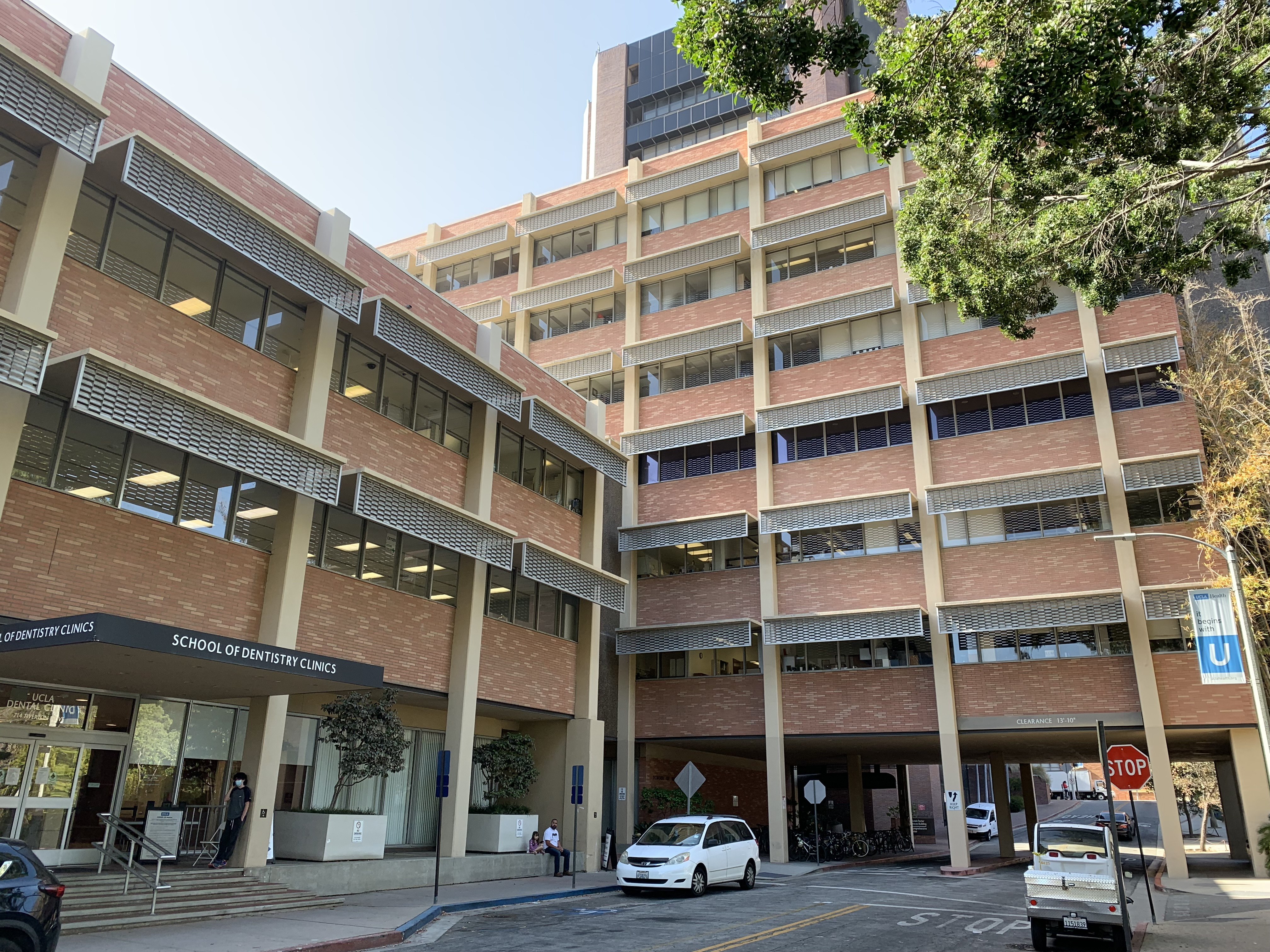
Universidad de California (ubicada en Los Ángeles).

En 2015, Franck Courchamp tuvo la idea de empezar un proyecto durante su estancia como profesor invitado en la Universidad de California en Los Ángeles (UCLA), situada cerca de Hollywood. Originalmente, Courchamp planteó realizar este proyecto en formato libro, pero después de varias rondas de contactos con investigadores y departamentos de animación de diversas universidades americanas, Courchamp descubrió el trabajo del animador francés Clément Morin, y le propuso dar vida a este proyecto en un formato audiovisual.
Durante la fase de creación, Courchamp optó por realizar este proyecto como una película de animación —en lugar de un documental cinematográfico— para que fuera más agradable el apartado visual para el público. Del mismo modo, esta elección respondió a otras razones que influyeron el proceso creativo y la producción del proyecto: 

La razón por la que opté por una película de animación, en lugar de un documental cinematográfico, fue, en primer lugar, que quería algo muy original, no sólo en el mensaje y el formato, sino también visualmente. Además, quería despertar una sensación de fascinación y asombro con un lado artístico y estético que, en un documental, habría sido más difícil de mostrar. En segundo lugar, quería enseñar un mensaje científico utilizando metáforas que son un poco más difíciles de transmitir [...] Finalmente, la última razón fue que una película de animación permitía crear efectos visuales que tampoco habrían sido posibles con un documental, sobre todo con un presupuesto tan limitado como el nuestro.
Franck Courchamp

## Banda sonora
La banda sonora de Une espèce a part corrió a cargo del compositor francés Étienne Forget (conocido también por su trabajo musical en la película El último día en la Tierra [fr], así como en las series francesas Missions [fr] y El bosque [fr]). La banda sonora está formada por diez canciones y se lanzó bajo el sello discográfico 22D Music.
Posteriormente, en el año 2020, Forget fue nominado en los premios de la Union des compositeurs de musiques de films [fr] en la categoría de «mejor banda sonora de documental» por su trabajo musical en Une espèce a part.
A continuación, se muestran las pistas de la banda sonora de la miniserie: 
| Lista de canciones |                                 |          |  |
| N.º                | Título                          | Duración |  |
| 1.                 | «L'infime et l'infini»          | 3:24     |  |
| 2.                 | «Vie unique»                    | 3:04     |  |
| 3.                 | «Une seconde sur terre»         | 3:23     |  |
| 4.                 | «La feuille qui cache la forêt» | 2:25     |  |
| 5.                 | «Domination»                    | 3:06     |  |
| 6.                 | «L'espèce faible»               | 2:49     |  |
| 7.                 | «Inteligence»                   | 3:05     |  |
| 8.                 | «Dans la toile de la vie»       | 2:35     |  |
| 9.                 | «Jusqu'au fond de son être»     | 2:49     |  |
| 10.                | «Héritage»                      | 3:02     |  |

## Recepción
La miniserie se emitió en el canal de televisión Arte el 21 de marzo de 2019 y se puso a disposición de los internautas de manera gratuita en el sitio web de la cadena de televisión, así como en las redes sociales —Facebook y YouTube— del propio canal.  La versión disponible en YouTube alcanzó 2 millones de visualizaciones en menos de un año desde su estreno.  Igualmente, la versión íntegra alcanzó los 11,3 millones de visualizaciones acumuladas y es el segundo vídeo con más visualizaciones en el canal de YouTube de Arte a fecha de febrero de 2025.
El sitio web francófono SensCritique [fr] le otorgó a la miniserie una calificación de 8 sobre 10 basada en 324 reseñas. Existe también consenso a la hora de afirmar que es «un documental que debería ser visto por todas las personas al menos una vez, aunque bombardee al espectador con una avalancha de datos abrumadores».

### Crítica
Une espèce à part recibió críticas positivas por parte de la prensa especializada. Julien Verneuil, del periódico en línea francés Amoma Nationale, describió la miniserie como «un verdadero tesoro visual e intelectual» y le otorgó una nota de 5 sobre 5. Marie Poussel, del periódico francés Le Parisien, resumió Une espèce à part como «una serie magistral de animación» y señaló que la miniserie «hace todo lo posible por mostrarnos que el ser humano es, en definitiva, uno de los seres más insignificantes del planeta». En la misma línea, Antoine Faure, de la revista en línea Les Numériques, definió a Une espèce à part como «una obra cautivadora que combina historia natural, astronomía y biología» y subrayó también que «gracias a una cuidada narrativa y a magníficas imágenes generadas por ordenador, esta propuesta de Arte nos hace conscientes de nuestra condición [humana]».
En lo referente a su análisis y cuestionamiento del antropocentrismo, Precila Rambhunjun, del sitio web francés Daily Geek Show, mencionó que el documental «pone en perspectiva nuestro lugar y nuestra importancia en relación con el resto del universo». Oliver Kahn, de Actualités à Paris-Sud —un periódico ligado a la Universidad de París-Sur— aplaudió «sus imágenes sublimes» y señaló que «Une espèce à part se cuestiona el lugar del ser humano en el universo, desde lo infinitamente grande hasta lo infinitamente pequeño».
Para la asociación germano-suiza Films for the Earth, el cortometraje «examina de cerca a la humanidad y vuelve a situar al ser humano en un universo en el que nunca ha sido el centro». De manera idéntica, la asociación francesa Producteurs d’eXpériences Numériques (PXN) comentó que el cortometraje tiene «un título ligeramente provocador que pone suavemente al ser humano en su lugar» y afirmó que Une espèce à part «pone a la humanidad en el punto de mira y sumerge al espectador en un mundo en el que el ser humano nunca ha sido el centro».
Su apartado visual también recibió elogios por parte de la revista marroquí VH Magazine, en cuyas páginas Mounira Tyal describió el cortometraje como «profundo [...] pero también poético y maravilloso». La Fondation Iris aplaudió asimismo el apartado 3D, afirmando que «las imágenes en 3D sumergen al espectador en este teatro de dimensiones infinitas». Igualmente, el periodista Cédric Mal definió a Une espèce à part como «una sinfonía visual extraordinariamente fluida y eficaz».
Sin embargo, el documental no estuvo exento de comentarios menos entusiastas o directamente negativos. Bernd Kronsbein, del periódico en línea alemán Die Zukunft, aplaudió el apartado gráfico pero afirmó que el formato «no es del todo novedoso».

### Científica y académica
Entre los medios científicos y académicos también proliferaron los comentarios positivos por su labor divulgativa. Frédéric Ducarme, colaborador del periódico académico en línea The Conversation, remarcó que «[L]a mayoría de los datos espectaculares de Une espèce à part podrían encontrarse sin duda en numerosos libros y artículos académicos». Ducarme asimismo aplaudió que el cortometraje «tiene la ambición de divulgar la ciencia de vanguardia a través de un formato extremadamente corto, calibrado para la capacidad de atención media de los millennials».

## Premios y nominaciones
Une espèce à part recibió una mención especial en el festival de cine medioambiental y de divulgación científica LUMEXPLORE, celebrado en septiembre del año 2019. En 2023 —4 años después del lanzamiento del cortometraje— Une espèce à part recibió asimismo otros dos premios en el Deauville Green Awards Festival: el «Prix Spécial Cie des Réals» por la originalidad de la dirección y el «Premio Especial BPI France» a la mejor comunicación audiovisual para una empresa emergente. 

## Nota
1. ↑  Salvo mención expresa de lo contrario, todos los entrecomillados —en el apartado del argumento— corresponden al documental.
2. ↑  Los logotipos y anagramas de estas entidades y organizaciones figuran en la parte inferior del póster publicitario de la miniserie. Se desconoce asimismo las contribuciones económicas realizadas por estas entidades.